# Francis Rui

a Compétitions nationales et continentales officielles uniquement.

Dernière mise à jour le 17 septembre 2021.
Francis Rui, né à Gimont dans le Gers le 23 février 1959 et mort à Toulouse le 21 septembre 2001, est un joueur français de rugby à XV. Il mesurait 1,81 m pour 81 kg et occupait le poste de demi d'ouverture. Il fait partie des buteurs les plus prolifiques du championnat de France. Il possédait une compréhension tactique remarquable. Avec son jeu au pied très précis, Francis Rui a fait gagner de nombreuses rencontres au CO. Il est également connu pour sa grande maîtrise du drop goal et ses chaussures à bouts carrés.
Il joue vingt saisons au Castres olympique et il est classé douze années consécutives (entre 1985 et 1996) dans les dix meilleurs ouvreurs français par le Midi-Olympique.

## Biographie

### De Gimont dans le Gers à Castres dans le Tarn

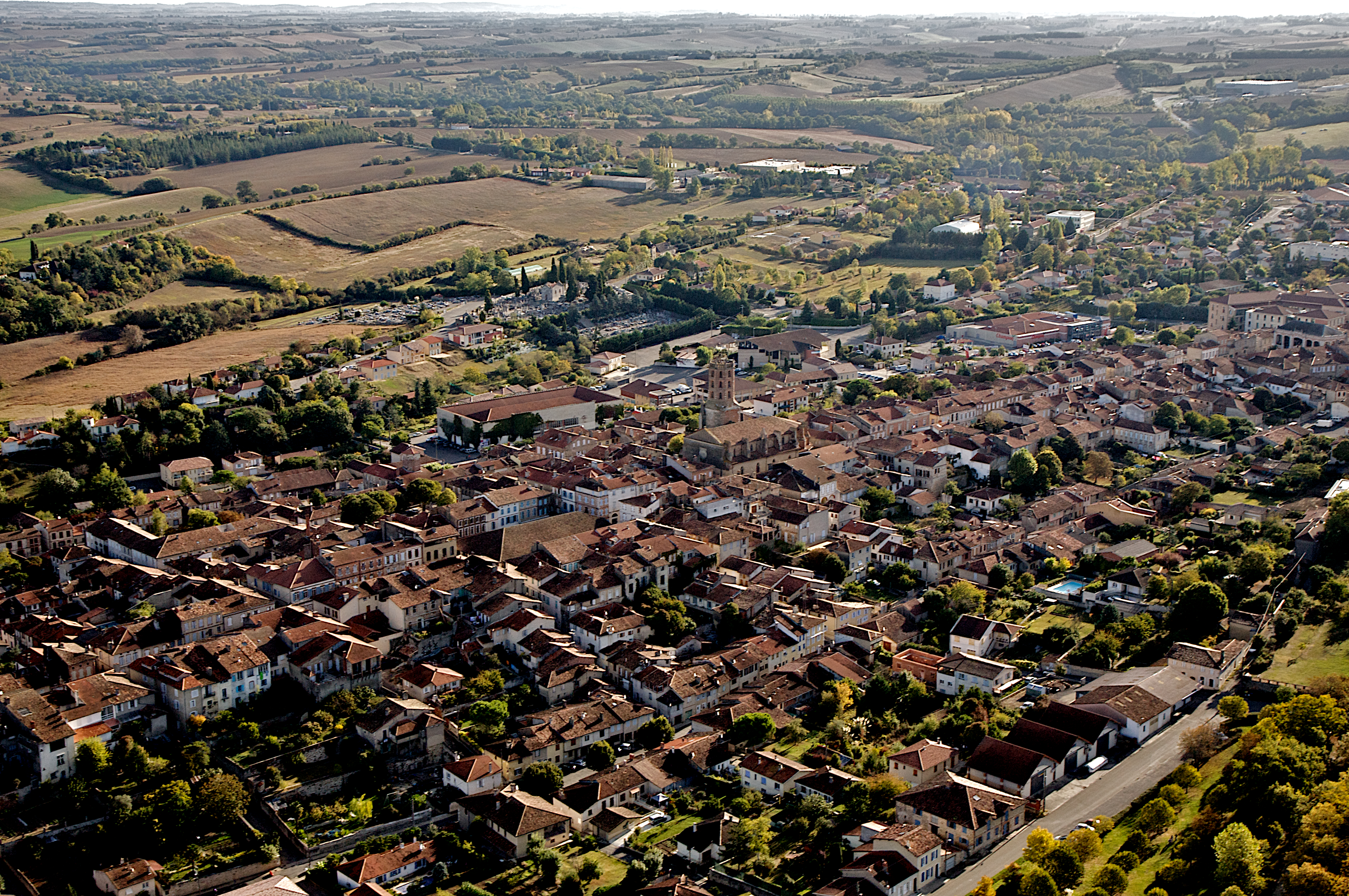
Gimont dans le Gers, village natal de Francis Rui.

Francis Rui, surnommé Mr Drop, a démarré le rugby dans le Gers, à Gimont dont il était originaire. Ses chaussures à bouts carrés, dont il ne se séparait jamais, firent sa renommée. Il était en effet un des derniers buteurs à taper de la pointe de pied avec un très bon taux de réussite alors que la plupart de ses concurrents reprenaient la technique cher à Roger Brethes et Pierre Villepreux.
Arrivé en 1976 à Castres à l'âge de 17 ans, repéré par la cellule recrutement du CO, il y effectue l'ensemble de sa carrière jusqu'en 1996, vingt ans plus tard. Cette longévité est exceptionnelle, malgré les nombreuses sollicitations d'autres clubs comme Agen, Toulouse, etc.

### Champion de France groupe B 1989
Dans les années 1980, il sauve à de multiples reprises le club de la descente. En 1989, il connaît une première consécration, avec le titre de champion de France de groupe B, qui assure la remontée en 1re division au club après trois saisons au second niveau du rugby français (groupe A2 puis groupe B).
À l'âge de trente ans, il prend alors une autre dimension, devenant un des meilleurs organisateurs de jeu du Championnat. Dès 1990, le CO pourtant peu renforcé tient tout de suite tête aux meilleures équipes du championnat grâce à sa maîtrise tactique. Il s’impose notamment à Brive (26-22), pourtant invaincu depuis quatre ans sur son terrain en Championnat et se qualifie pour les huitièmes de finale contre le Racing CF.
En 1992, il est le meilleur réalisateur de drops du Championnat avec 19 réalisations dont trois contre Colomiers en quart de finale et trois contre Bègles-Bordeaux en match de poule. Le CO atteint alors les demi-finales du championnat de France.
Francis Rui est également sélectionné avec l'équipe de Midi-Pyrénées contre l’Afrique du Sud, match où il entre en seconde mi-temps en remplacement de Benoît Bellot.

### Champion de France 1993 (après une finale polémique)

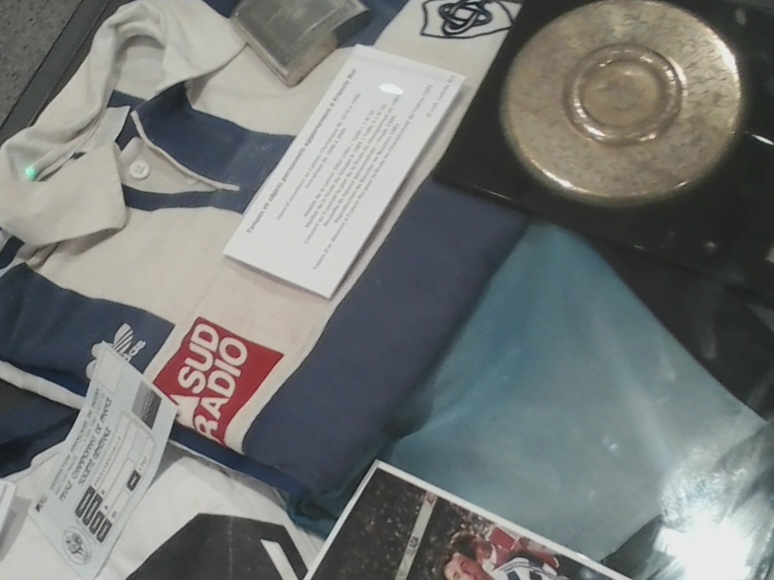
Maillot porté par le capitaine du CO Francis Rui lors de la finale 1993.

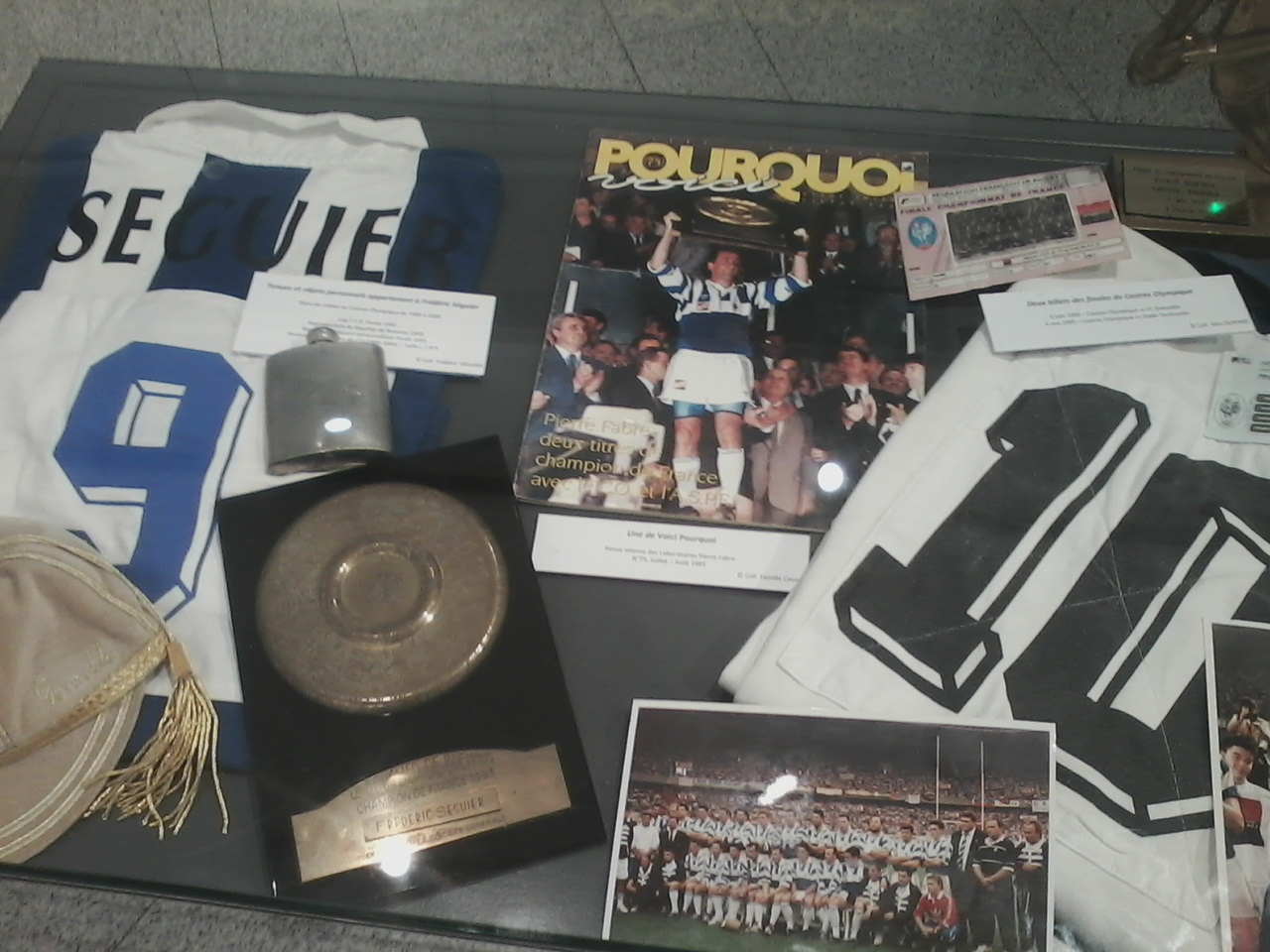
Francis Rui avec le Brennus à la une de la revue "Voici pourquoi".

Après avoir éliminé le RC Narbonne dans des conditions rocambolesques et douteuses (victoire de Narbonne sur tapis vert, puis décision de prolonger le match à 15 contre 15 alors que le CO devrait évoluer à 14) puis le RC Toulon, champion de France 1992, Castres se qualifie pour la finale du championnat de France au Parc des Princes à Paris, 43 ans après les deux dernières finales victorieuses du CO. Francis Rui dispute en tant que capitaine cette finale qui deviendra polémique.
En effet, le CO s'impose avec son club face au FC Grenoble sur le score de 14 à 11. Cette victoire est obtenue grâce à son drop en coin en deuxième mi-temps et à deux pénalités de son partenaire Laurent Labit, par ailleurs meilleur réalisateur du Championnat mais aussi grâce à un essai irrégulier accordé au All Black Gary Whetton qui aplatit le ballon après le Grenoblois Franck Hueber,. Un essai d'Olivier Brouzet est également refusé aux Grenoblois ce soir-là.
L'arbitre Daniel Salles reconnaît vingt ans plus tard qu'il a commis une faute d'arbitrage ce jour-là, privant ainsi les Grenoblois du titre et d'avoir été influencé par les supporters agenais qui se plaignaient du jeu trop physique des Grenoblois mais dit n’avoir jamais reçu de consignes.
Francis Rui est élu talent d’or du match mais il appréciera peu d’apprendre ensuite que des contacts avaient été établis avec Alain Penaud la semaine précédant la finale pour prendre sa succession,.

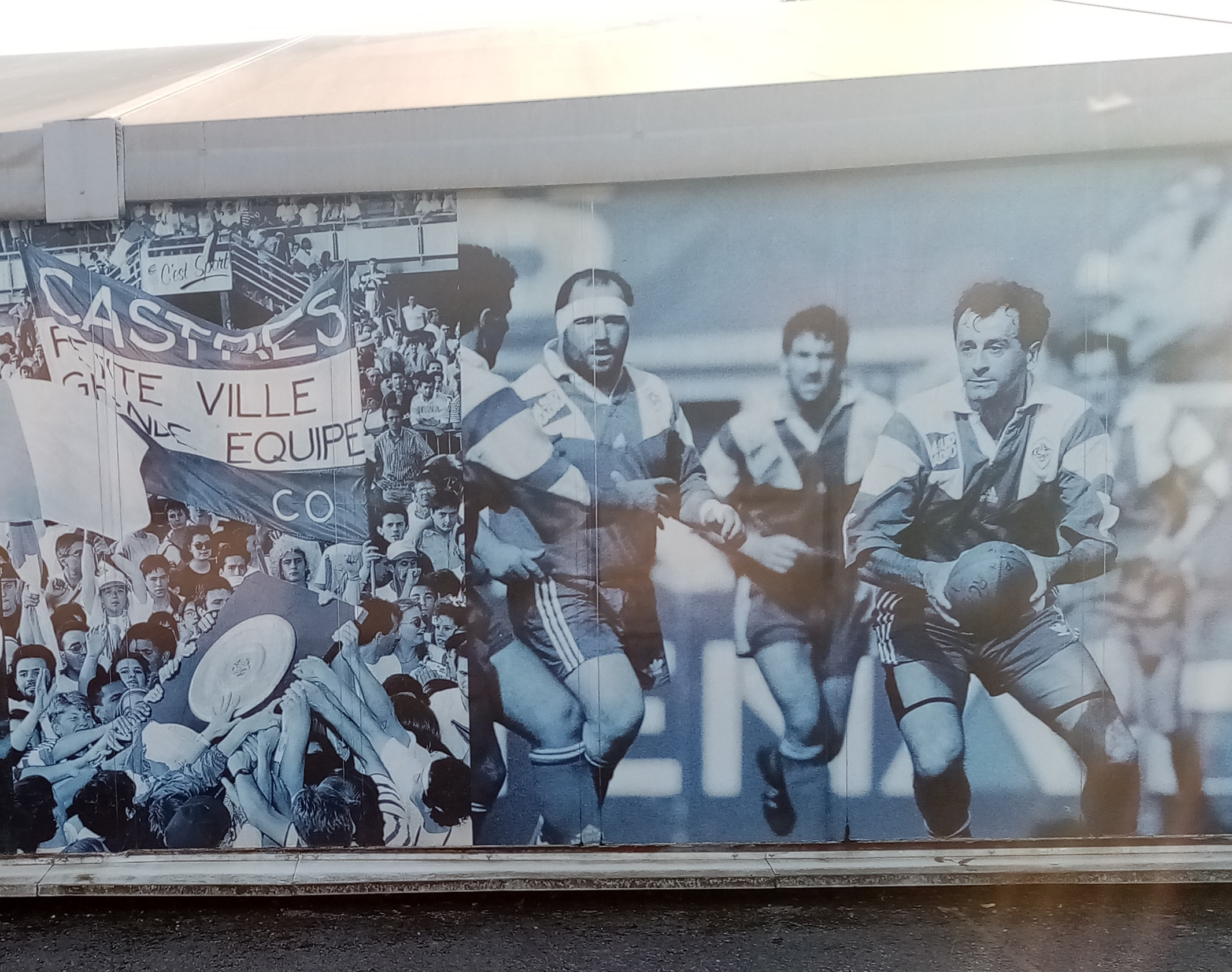
Affiches du chapiteau avec, à droite, le capitaine Francis Rui ballon en main.

Il dispute également la finale du Challenge Yves du Manoir, battu par le Stade toulousain sur le score de 13 à 8. Il est là encore à créditer d’une très belle prestation offrant un essai à son ailier Jean-Bernard Bergès d’une longue passe au pied.
Il est classé cette année-la à la seconde place de la revue de l'élite par le Midi Olympique derrière le Briviste Alain Penaud mais devant l'Agenais Pierre Montlaur qui partiront en tournée avec l'équipe de France en Afrique du Sud. Pour beaucoup de spécialistes, Il aurait mérité d’être appelé en équipe de France[réf. nécessaire].

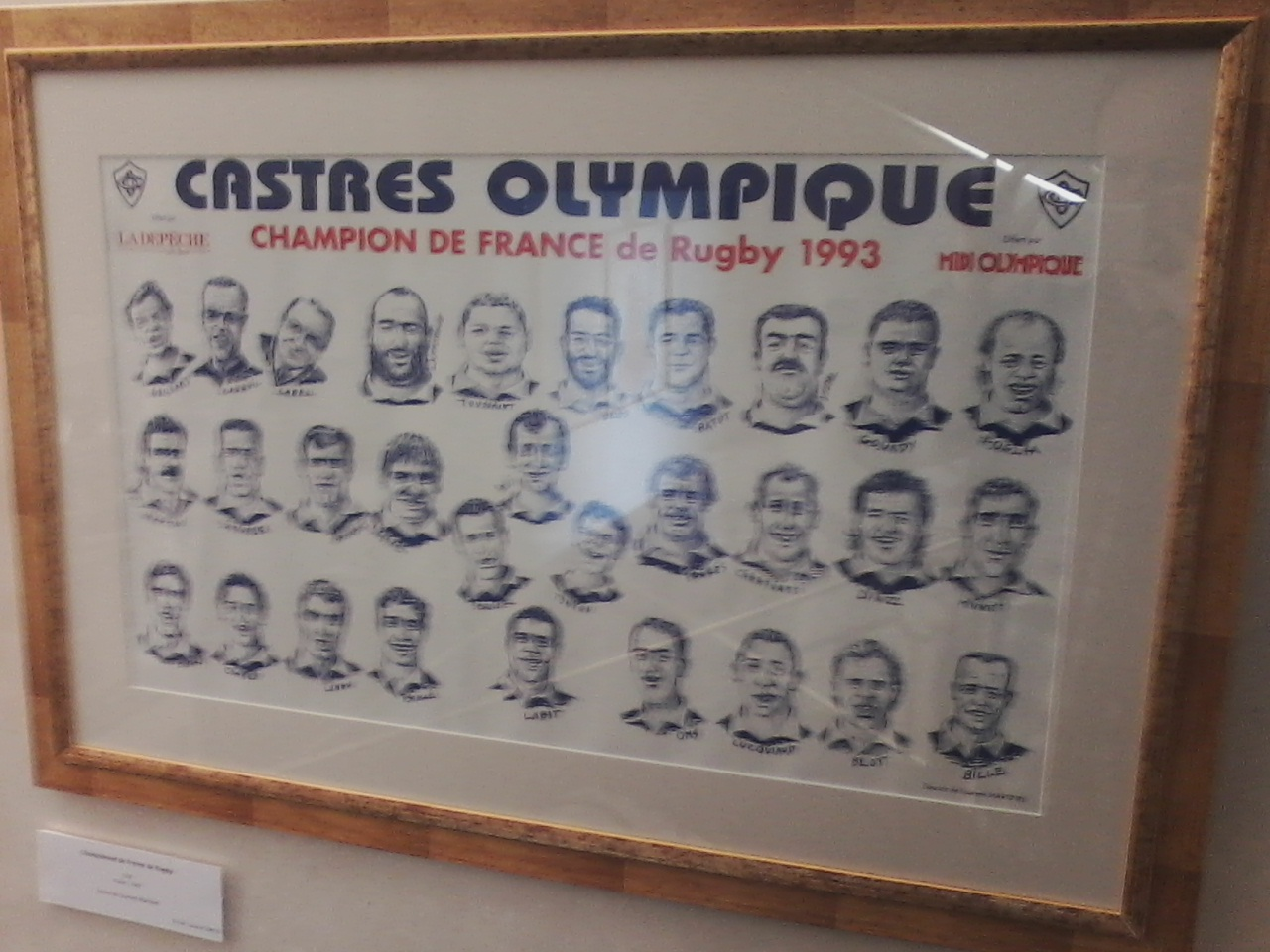
Poster de l'équipe du CO saison 1992-1993 avec au centre Francis Rui.

### Vice-champion de France 1995
Âgé de 36 ans, plus ancien joueur du CO en activité en 1995, rappelé par le staff du CO alors qu’il avait commencé la saison en Nationale B, Francis Rui et le CO s'inclinent contre le Stade toulousain, champion de France en titre, en finale du championnat de France en 1995 malgré un drop qui ouvre le score.

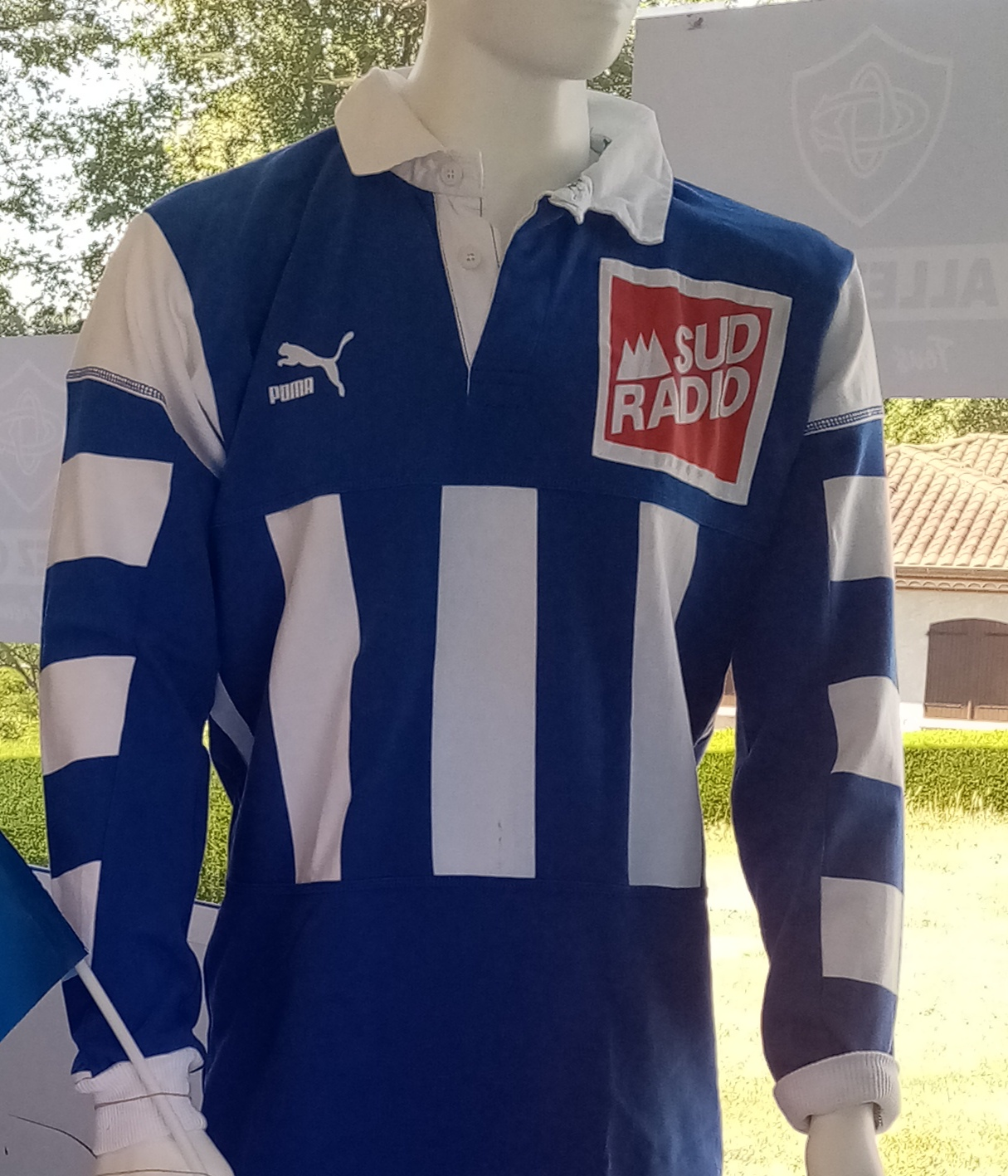
Maillot du Castres Olympique finaliste du championnat de France 1995

Il est encore classé cette année-là à la troisième place de la revue de l’élite par le Midi-olympique

### Première participation à la Coupe d'Europe 1996
Qualifié pour la première édition de la Coupe d'Europe, Francis Rui et le CO battent la province irlandaise du Munster par 19 à 12.
Il dispute son dernier match au Stade Pierre Antoine face à Montpellier (victoire 49-15) devant une grande foule venu le célébrer. Le public lui réclamera d'ailleurs un drop. Le CO sera éliminé deux semaines plus tard contre Pau (que le CO avait pourtant battu deux fois en poule) en huitième de finale à Auch (14-6).

### Entraîneur adjoint du CO 1998-2000
Il est l’entraîneur adjoint d'Alain Gaillard du CO lors des saisons 1998/1999 et 1999/2000. Le CO joue deux quarts de finale du championnat et est finaliste du Challenge européen contre la Section paloise.
En 1998, il crée la section corporative de rugby au sein des laboratoires pharmaceutiques Pierre Fabre. Cette section sera sacrée championne de France à sept reprises, de 2002 à 2008. Son fils Alexandre en était l'ouvreur et buteur.

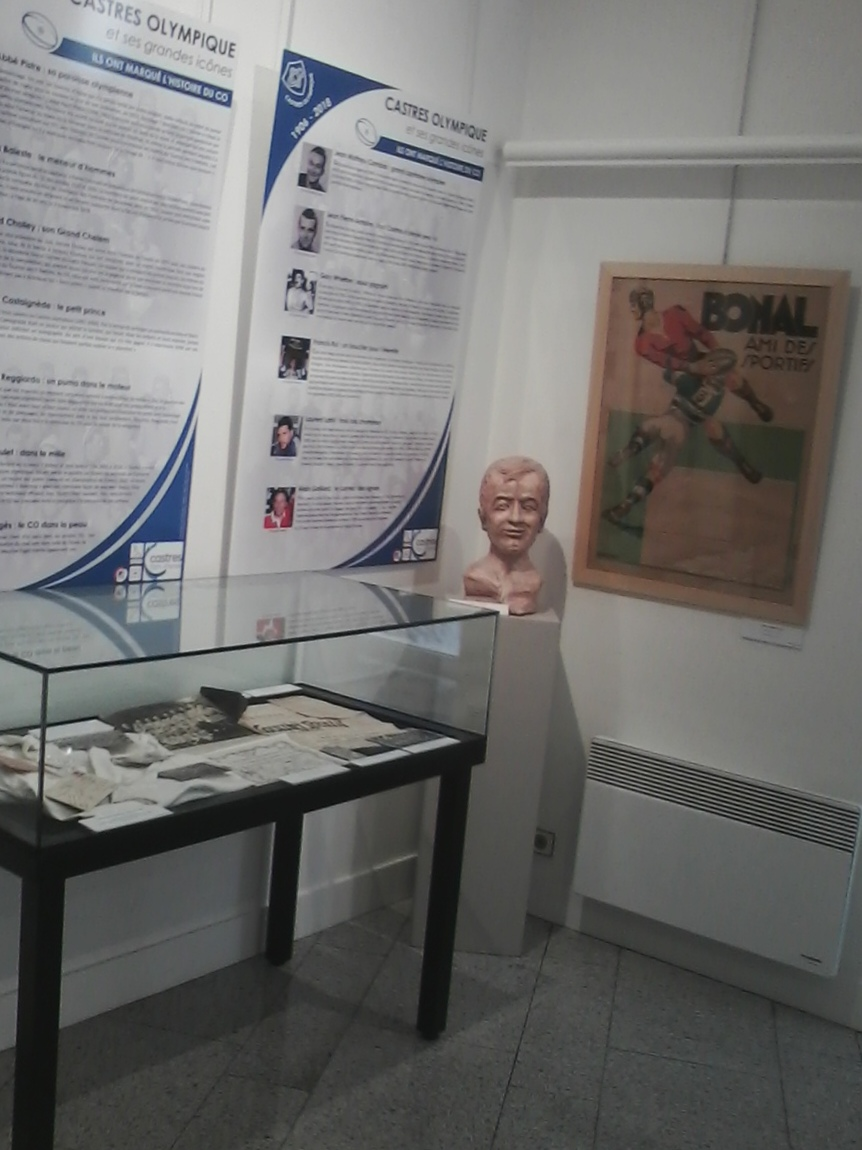
Musée Jean Jaurès à Castres en 2018, exposition sur le CO. Buste du capitaine Francis Rui.

## Vie privée
Il est décédé prématurément à l'hôpital Rangueil de Toulouse des suites d'un accident de la route dans la soirée du 20 septembre 2001 au 21 septembre 2001 à Saint-Félix-Lauragais près de Revel. Après un entraînement à Castelnaudary, sa voiture en panne, il rentrait sur Castres avec un jeune joueur du Club, âgé de 19 ans, grièvement blessé lors de l'accident.
Francis Rui repose désormais au cimetière de La Barque de Castres. Au stade Pierre Fabre, la tribune principale est alors baptisée en son nom afin de lui rendre hommage. Au tournoi de rugby du Sidobre à Castres, un trophée porté son nom tout comme la promotion de jeunes de l'école de rugby du CO saison 2021-2022.

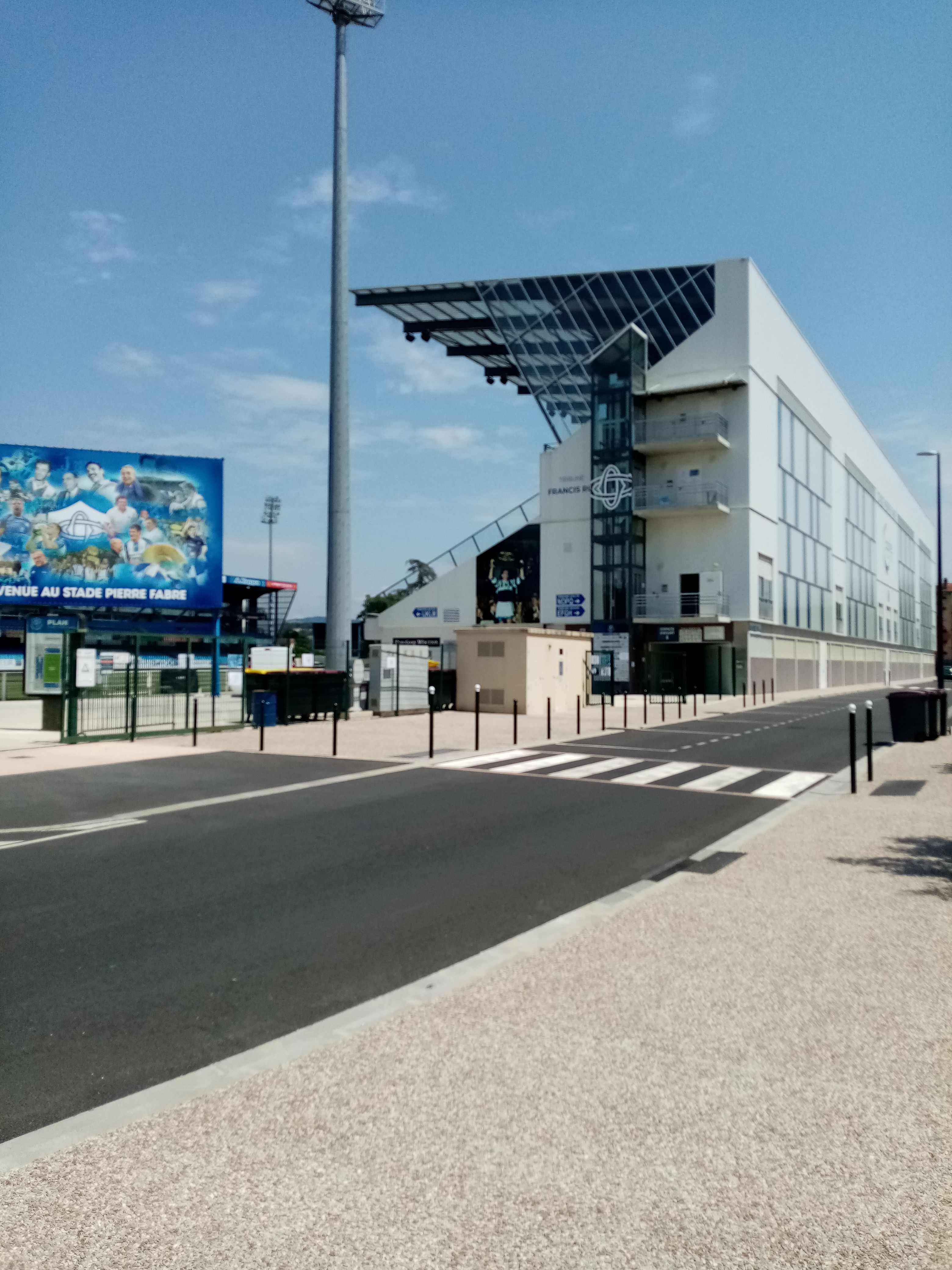
Tribune Francis Rui, espaces de réception, pub Gary Whetton et écran géant au Stade Pierre Fabre.

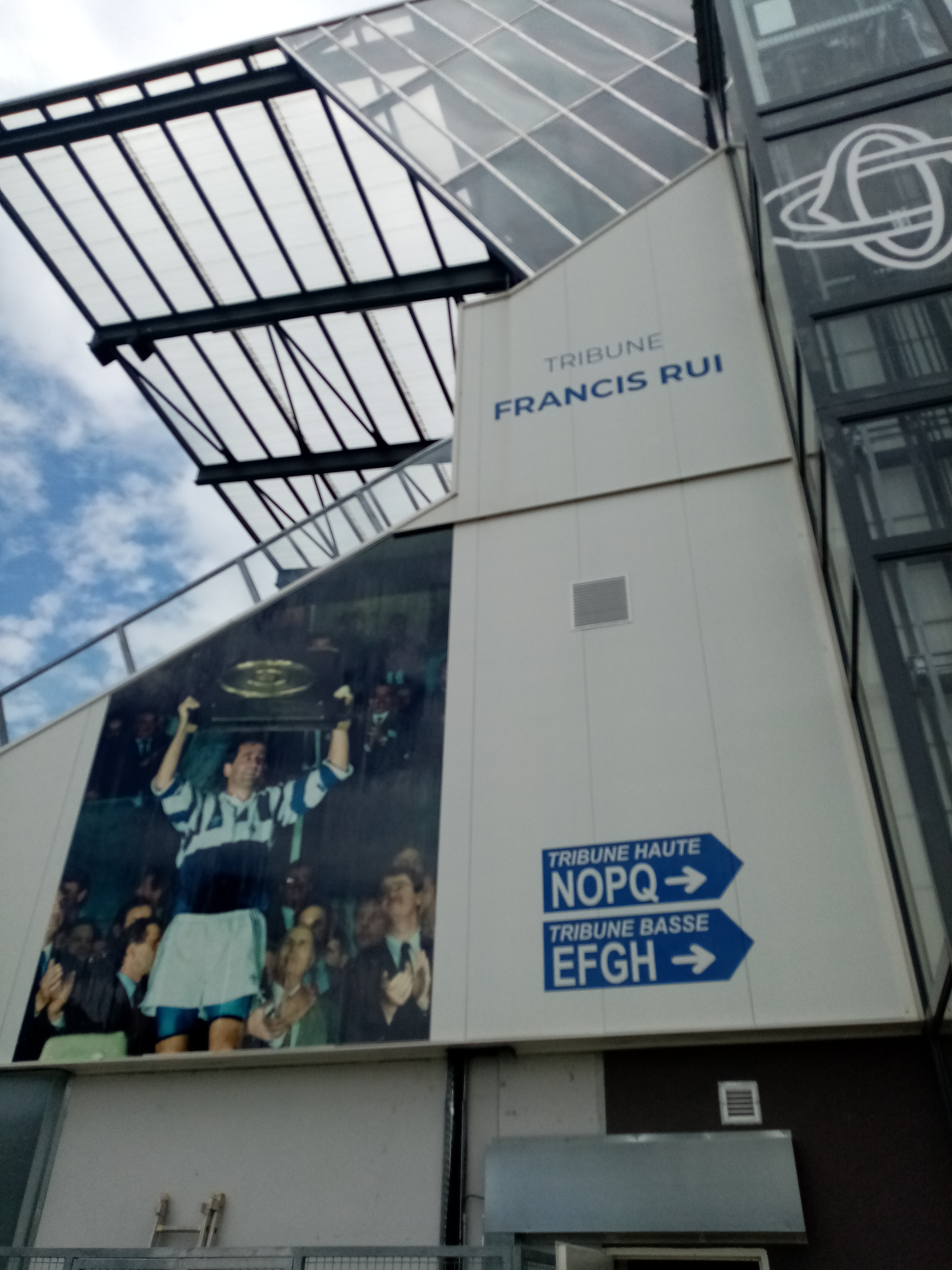
Le capitaine Francis Rui, un des capitaines et joueurs emblématiques du Castres Olympique.

Marié à Christine, il était père de deux garçons Alexandre (1981) et Michael (1985).
Francis Rui travaillait au sein des Laboratoires Pierre Fabre. Une profonde admiration reliait les deux hommes, tous deux partageant les mêmes valeurs de fidélité à la région.

## Palmarès

### Joueur
Avec le Castres olympique
- Championnat de France de 1re division :
  - Champion (1) :  1993[15]
  - Finaliste (1) :  1995
  - Demi-finaliste (1) :  1992
- Championnat de France du groupe B :
  - Champion (1) :  1989
- Challenge Yves du Manoir :
  - Finaliste (1) : 1993
  - Demi-finaliste (1) : 1994
- Challenge Antoine Béguère :
  - Vainqueur (1) : 1981

### Entraîneur
Avec le Castres olympique
- Challenge européen
  - Finaliste (1) : 2000
- Championnat de France de 1re division :
  - Quart-de-Finale (2) :  1999, 2000